# ARC de Bruxelles
Athletic & Running Club de Bruxelles fue un club de fútbol belga de la ciudad de Bruselas, que jugó varios años en la Primera División en los comienzos del fútbol de Bélgica.

## Historia
El club fue creado el 14 de junio de 1883 como un club de atletismo bajo el nombre de Société des course pedestres de Bruxelles, y cambió su nombre unos meses más tarde a Running Club de Bruxelles. En noviembre del año siguiente, algunos de sus socios se marcharon por desavenencias internas y crearon otro club llamado Athletic Club. En 1888, las dos entidades plagadas por problemas económicos, terminaron fusionándose para formar el Athletic & Running Club de Bruselas. El equipo jugaba de rojo y blanco en el distrito sur de Uccle, más tarde dentro de los límites de la ciudad de Bruselas. 
El 1 de septiembre de 1895, el club fue uno de los miembros fundadores de la Unión Belga de Sociedades de Deportes Atléticos, que más tarde se convertiría en la actual URBSFA. En ese momento, era una federación polideportiva, que aglutinaba fútbol, atletismo, boxeo y ciclismo. Un año después, el club abrió una sección de fútbol y se inscribió en el Campeonato de Bélgica, cuya segunda edición comenzó unas semanas después.
El club disputó nueve ediciones del campeonato nacional en Primera División, siendo un tercer puesto su mejor resultado en 1900. Al final de la temporada 1904-05, que el club acabó con veinte derrotas en el mismo número de partidos, la mayoría de jugadores se marchó para unirse a otros equipos de la capital. Al no poder reunir suficientes jugadores para alinearse en la liga la temporada siguiente, el club decidió retirarse, temporalmente, de la competición. Finalmente, la asociación cerró su sección de fútbol en 1909.

## Resultados
| Temporada | Nivel | Nivel | División           | Puntos | Observaciones |
|           | I     | II    |                    |        |               |
| --------- | ----- | ----- | ------------------ | ------ | ------------- |
| 1896/97   | 5     |       | Primera División   | 7      |               |
| 1897/98   | 4     |       | Primera División   | 6      |               |
| 1898/99   | 4     |       | Primera División   | 7      |               |
| 1899/00   | 3     |       | Primera División   | 12     |               |
| 1900/01   | 4     |       | Primera División   | 18     |               |
| 1901/02   | 4     |       | Primera División B | 6      |               |
| 1902/03   | 3     |       | Primera División B | 6      |               |
| 1903/04   | 6     |       | Primera División A | 6      |               |
| 1904/05   | 11    |       | Primera División   | 0      |               |